# نهر يودو
نهر يودو هو أحد أنهار اليابان والنهر الرئيسي في محافظة أوساكا، يعرف أيضاً بنهر يوجي أو نهر سيتا.
منبع النهر هو بحيرة بيوا في محافظة شيغا، ويبلغ طوله 120 كيلو متر ومساحة حوضه 21,340 كيلو متر مربع.
ورغم ذلك هذا النهر من الأنهار بطيئة الجريان وفوق هذا النهر يوجد 8 أو أكثر رغم قصره.

## معرض صور

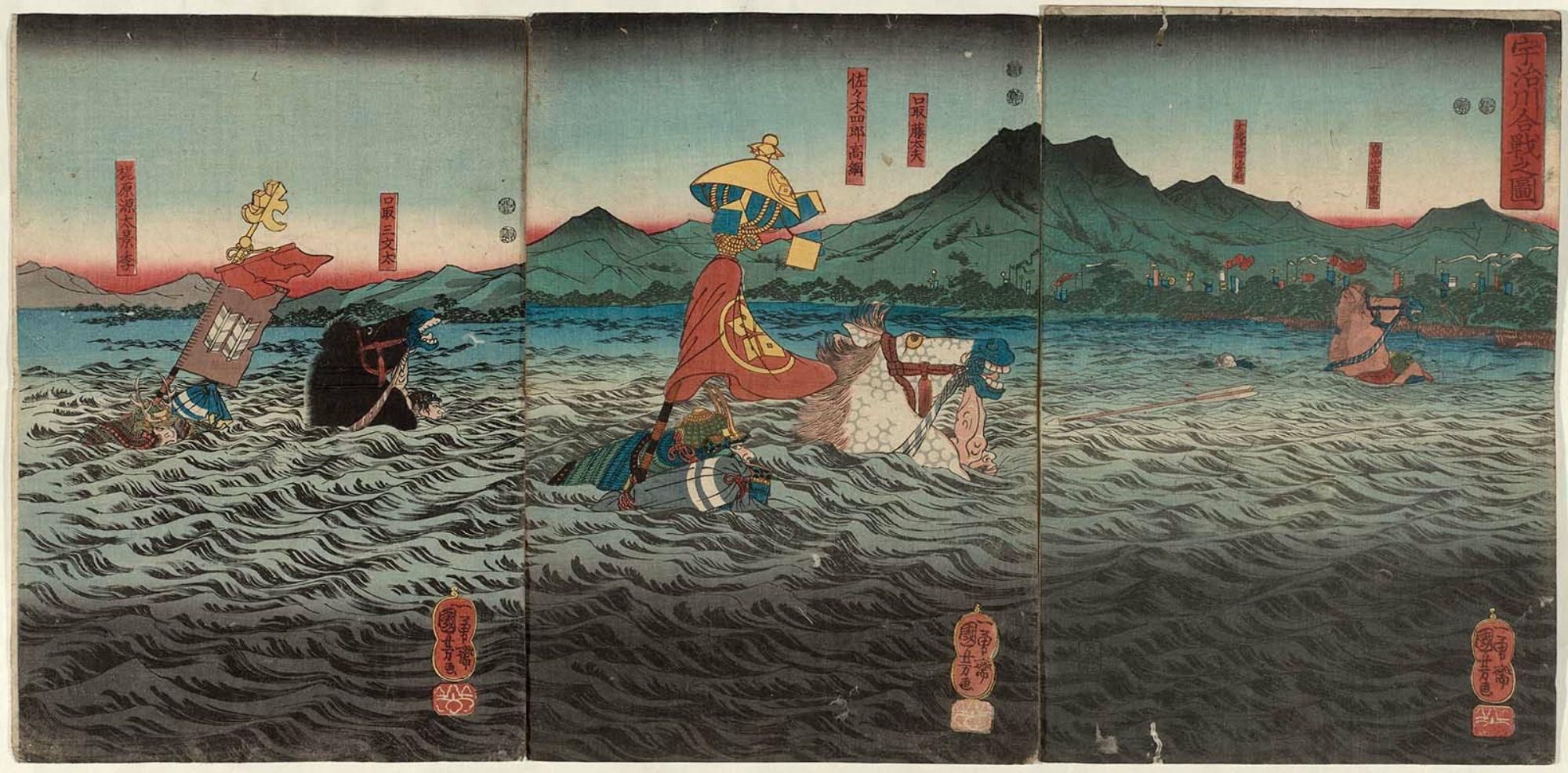
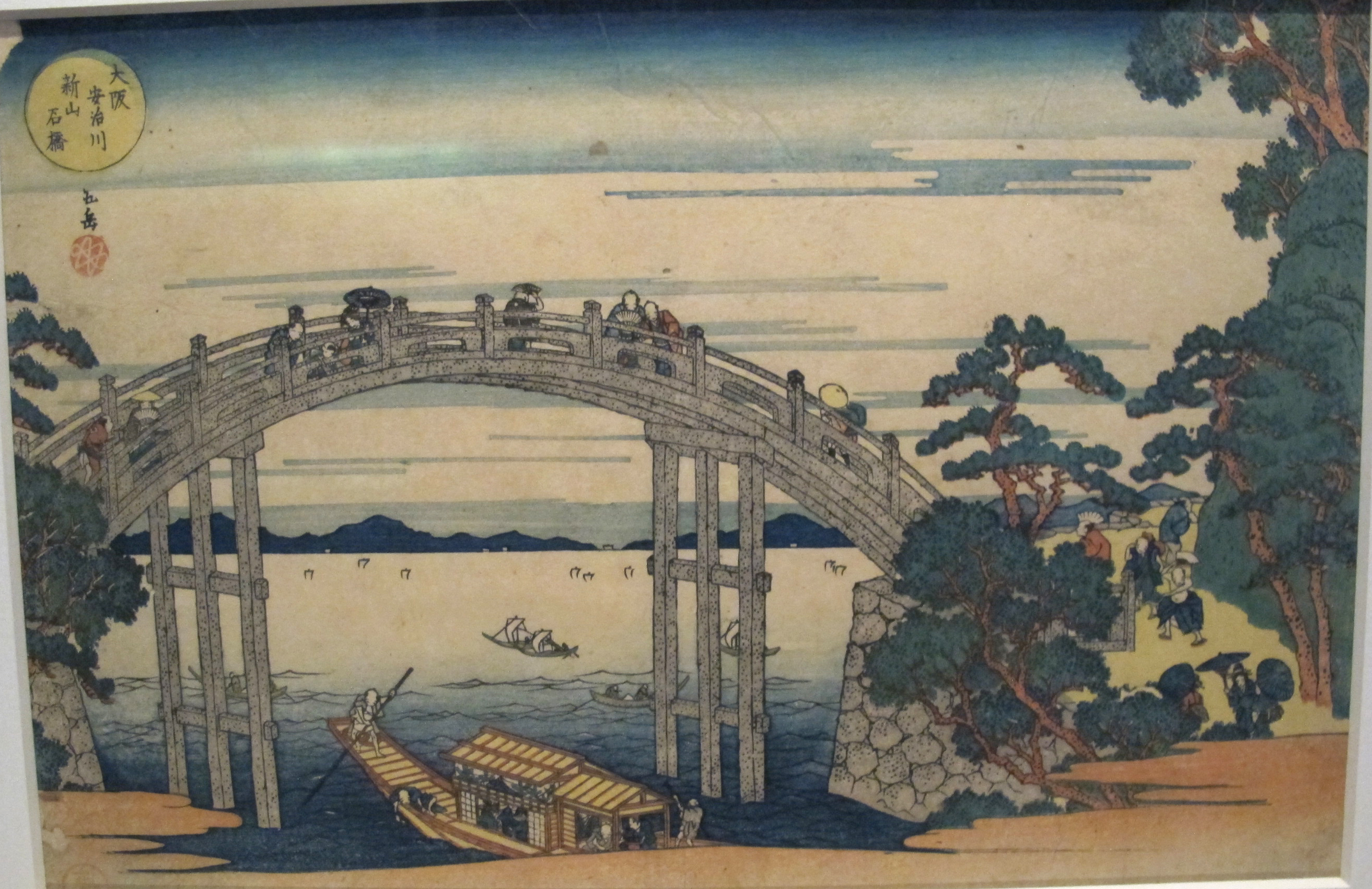
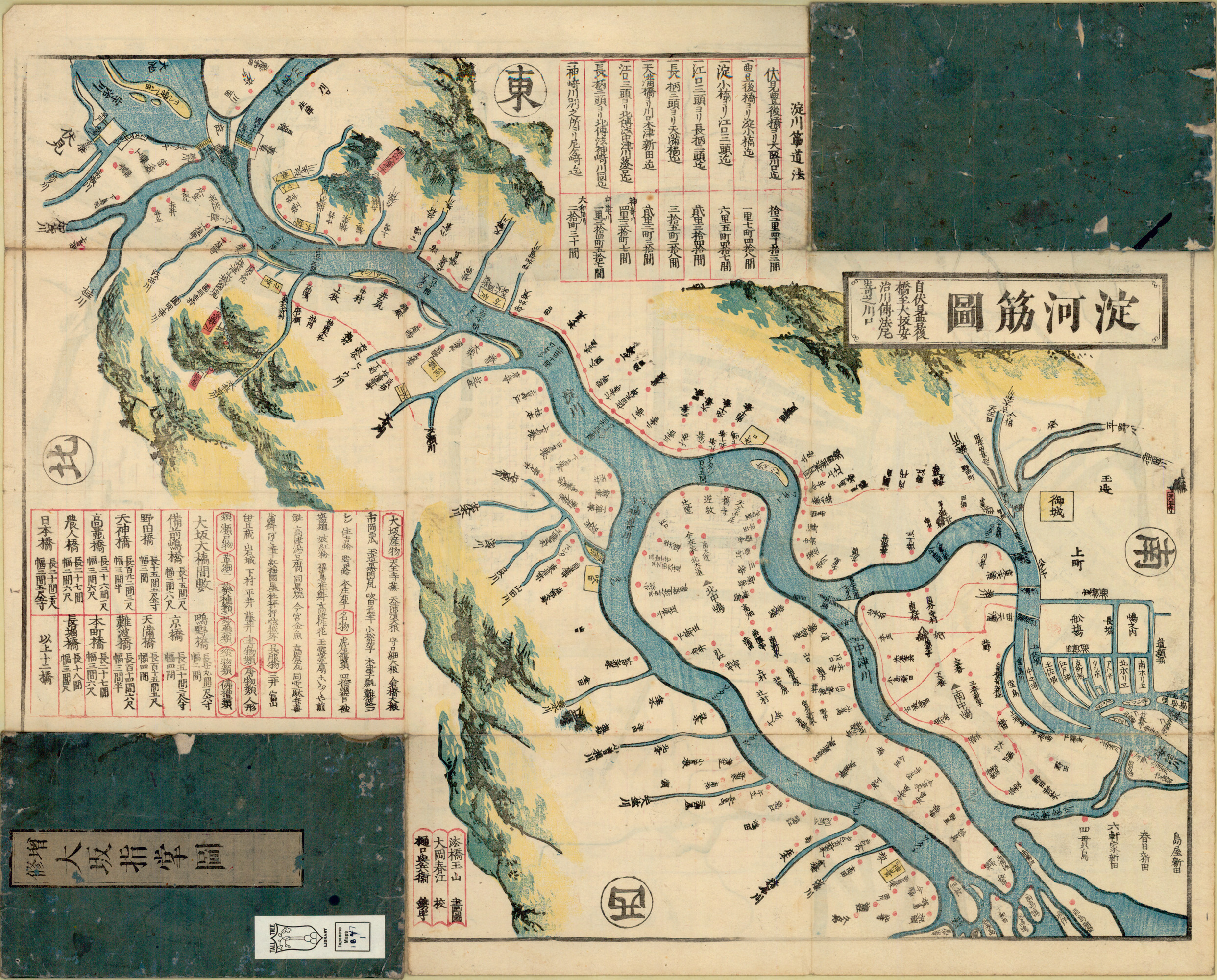